# Gara Giurgiu Nord
Gara Giurgiu Nord este o gară care deservește municipiul Giurgiu, România.